# USS Idaho (BB-24)
Pour les autres navires du même nom, voir USS Idaho.
L’USS Idaho (BB-24) était un cuirassé de classe Mississippi de la Marine américaine, second navire à être nommé d'après le 43e État américain.

## Histoire
l'USS Idaho (BB 24) a été fixé le 12 mai 1904 à Philadelphie, en Pennsylvanie, sur le chantier naval William Cramp & Sons et lancé le 9 décembre 1905. Il a été parrainé par Miss Louise Gooding fille du gouverneur de l'Idaho Frank R. Gooding.
Après des essais au large de la côte de Cuba en 1908, le cuirassé retourne à Philadelphie pour l'aménagement final. En été 1908, il a transporté un détachement de marins dans la zone du canal de Panama pour soutenir le processus électoral. 
En début 1909, au début, il rejoint l'USS Mississippi et d'autres navires pour la Grande flotte blanche, grande circumnavigation demandée par le président Roosevelt. 
En 1910, la fin, il traverse l'Atlantique avec la 3e division de la flotte de l'Atlantique, fait escale à Gravesend Bay, en Angleterre, puis à Brest, en France, et retourne à Guantanamo Bay au début de 1911. 
Puis il a quitte Philadelphie le 4 mai 1911, pour le golfe du Mexique, visiter les ports de la Nouvelle-Orléans. De 1911 à début 1913, il retourne de nouveau avec la flotte de l'Atlantique dans les eaux cubaines. 
Il est mis en réserve à Philadelphie à partir de mars 1914 avant de reprendre la destination de la Méditerranée en compagnie de l'USS Missouri et l'USS Illinois. Après la visite de Tanger, Gibraltar, Naples, l'USS Idaho arrive au port français de Villefranche, le 17 juillet 1914. Il est officiellement transféré, ainsi que l'USS Mississippi, à la Marine royale hellénique le 30 juillet 1914, et rebaptisé Limnos.